# Gran Premio Nazionale
Gran Premio Nazionale, svenska Nationellt Grand Prix, är ett travlopp för 3-åriga varmblodstravare som körs på Ippodromo La Maura i Milano i Italien varje år i april. Fram till 2015 kördes loppet på Ippodromo del trotto di San Siro i Milano. Det är ett Grupp 1-lopp, det vill säga ett lopp av högsta internationella klass. Loppet körs över distansen 2250 meter. Förstapris är 154 000 euro.

## Vinnare
| År   | Häst              | Kusk                       | Tränare               | Tid     | Odds  | Tvåa             | Trea             |
| ---- | ----------------- | -------------------------- | --------------------- | ------- | ----- | ---------------- | ---------------- |
| 2025 | Ginostrabliggi    | Gabriele Gelormini         | Philippe Allaire      | 1.12,1  | 1.06  | Ginger Gio       | Guglielmo Jet    |
| 2024 | Feldenkrais Pal   | Robin Bakker               | Paul J Hagoort        | 1.12,6  | 8.13  | Felipe Roc       | Funny Girl       |
| 2023 | Edy Girifalco Gio | Santo Mollo                | Alessandro Gocciadoro | 1.13,2  | 16.75 | East Asia        | Encierro         |
| 2022 | Dimitri Ferm      | Andrea Farolfi             | Mauro Baroncini       | 1.14,0  | 1.71  | Dubhe Prav       | Denver Gio       |
| 2021 | Chuky Roc         | Filippo Rocca              | Santo Mollo           | 1.12,5  | 48.51 | Callmethebreeze  | Charmant de Zack |
| 2020 | Barbaresco Grif   | Enrico Bellei              | Holger Ehlert         | 1.12,1  | 5.26  | Banderas Bi      | Bahia Pax        |
| 2019 | Axl Rose          | Alessandro Gocciadoro      | Alessandro Gocciadoro | 1.12,3a | 1.60  | Al Capone Stecca | Aladin Effe      |
| 2018 | Zaccaria Bar      | Federico Esposito          | Erik Bondo            | 1.13,6a | 38.37 | Zilath           | Ze Doca          |
| 2017 | Vivid Wise As     | Enrico Bellei              | Marco Smorgon         | 1.12,7a | 1.19  | Vitruvio         | Vessillo As      |
| 2016 | Uma Francis       | Enrico Bellei              | Giancarlo Baldi       | 1.14,8a | 7.61  | United Roc       | Usque DL         |
| 2015 | Timone Ek         | Federico Esposito          | Gennaro Casillo       | 1.14,9a | 4.91  | Tesoro Degli Dei | Tulum            |
| 2014 | Skyline Dany      | Vincenzo P Dell'Annunziata | Vincenzo Tufano       | 1.13,5a | 9.59  | Specialess       | Sing Hallelujah  |
| 2013 | Remo Gas          | Roberto Vecchione          | Giuseppe Schettino    | 1.14,1a | 6.09  | Rockfeller Font  | Ron Howard Sm    |
| 2012 | Pascia' Lest      | Enrico Bellei              | Holger Ehlert         | 1.13,0a | 1.28  | Pershing Bi      | Pick Kronos      |
| 2011 | Owen Cr           | Pietro Gubellini           | Pietro Gubellini      | 1.13,9a | 2.58  | On The Way Grif  | Obama Gar        |
| 2010 | Nad Al Sheba      | Davide Nuti                | Mauro Baroncini       | 1.12,1a | 2.45  | Nando Font       | Nadal di Jesolo  |
| 2009 | Mirtillo Rosso    | Enrico Bellei              | Claus Ernst Hollmann  | 1.14,5a | 1.85  | Mario Tommaseo   | Mistero Lux      |
| 2008 | Lana Del Rio      | Santo Mollo                | Santo Mollo           | 1.14,0a | 1.37  | Lorenz Del Ronco | Lisa America     |
| 2007 | Ilaria Jet        | Roberto Andreghetti        | Tiberio Cecere        | 1.13,5a | 4.16  | Ideale Luis      | Idalgo Jet       |
| 2006 | Giulia Grif       | Marco Smorgon              | Marco Smorgon         | 1.13,7a | 3.58  | Giuseppe Bi      | Grande Armee     |
| 2005 | Faliero As        | Mauro Baroncini            | Mauro Baroncini       | 1.13,1a | 2.07  | Filemone Dei     | Fighter Bi       |
| 2004 | Equinox Bi        | Mauro Biasuzzi             | Jan Nordin            | 1.14,1a | 3.02  | Eldgrado Bi      | Elliot du Kras   |
| 2003 | Daguet Rapide     | Pietro Gubellini           | Maurizio Grosso       | 1.14,3a | 1.80  | Donald Bi        | Danab Lb         |
| 2002 | Cherokee Chief    | Arnaldo Pollini            | Arnaldo Pollini       | 1.14,5a | 1.30  | Concord Jet      | Crow Lg          |
| 2001 | Bartali Ok        | Pier Luigi D'Angelo        | Pier Luigi D'Angelo   | 1.14,9a | 2.80  | Brancaleone      | Boom di Casei    |
| 2000 | Amity Lb          | Jorma Kontio               | Marco Pettinari       | 1.14,0a | 3.70  | Air Force Blue   | Almahurst Om     |
| 1999 | Zatopek Ok        | Marcello Mazzarini         | Marcello Mazzarini    | 1.13,9a | 2.90  | Zulianoff        | Zenor Lb         |
| 1998 | Viking Kronos     | Lutfi Kolgjini             | Lutfi Kolgjini        | 1.13,7a | 1.10  | Varenne          | Veloce Jet       |
| 1997 | Ubresson Luis     | Carlo Bottoni              | Giancarlo Caiano      | 1.14,7a | 10.70 | Uronometro       | Uniforz          |